# Kimber Lee
Kimberly Ann Frankele (né le 27 juin 1991 à Seattle) est une catcheuse américaine. Elle travaille actuellement à Impact Wrestling sous le nom de Kimber Lee.

## Biographie

### Jeunesse
Kimberly Ann Frankele grandit à Seattle. Elle devient fan de catch durant son adolescence et considère Chyna comme une de ses idoles féminine. Après le lycée, elle part étudier à Philadelphie.

### Combat Zone Wrestling (2011–2014)
Alors qu'elle vit à Philadelphie, Kimberly Ann Frankele découvre le catch indépendant et décide de s'essayer au catch. Elle entre alors à l'école de catch de la Combat Zone Wrestling (CZW). Là-bas, elle apprend le catch auprès de Drew Gulak. Elle est alors la première femme à fréquenter cette école de catch et doit prouver qu'elle mérite sa place. 

### Women Superstars Uncensored (2012–2016)
Kimber Lee fait sa première apparition à la Women Superstars Uncensored (WSU) le 28 avril 2012 où elle se fait éliminer dès le premier tour de la J-Cup par Athena. Juste après sa défaite, Lee se fait attaquer par Ezavel Suena et Rick Cataldo.
En mai 2013, la WSU annonce les équipes participants au tournoi Queen and King of the Ring le 11 mai. Kimber Lee y retrouve son mentor Drew Gulak et ils se hissent en finale en éliminant Devon Moore et Mickie Knuckles (en) puis Jake Crist et Nevaeh (en),. Cependant, ils ne parviennent pas à battre Athena et AR Fox en finale.

### World Wrestling Entertainment (2016–2018)
Le 6 décembre 2016, elle fait ses débuts à NXT en perdant contre Ember Moon.

### Impact Wrestling (2020–...)
Le 5 mai 2020, elle fait ses débuts à Impact Wrestling dans Locker Room Talk de Madison Rayne en confrontant Havok. Le 12 mai à IMPACT, elle bat Havok.
Le 4 août 2020, elle signe officiellement avec Impact ! Wrestling.

## Palmarès

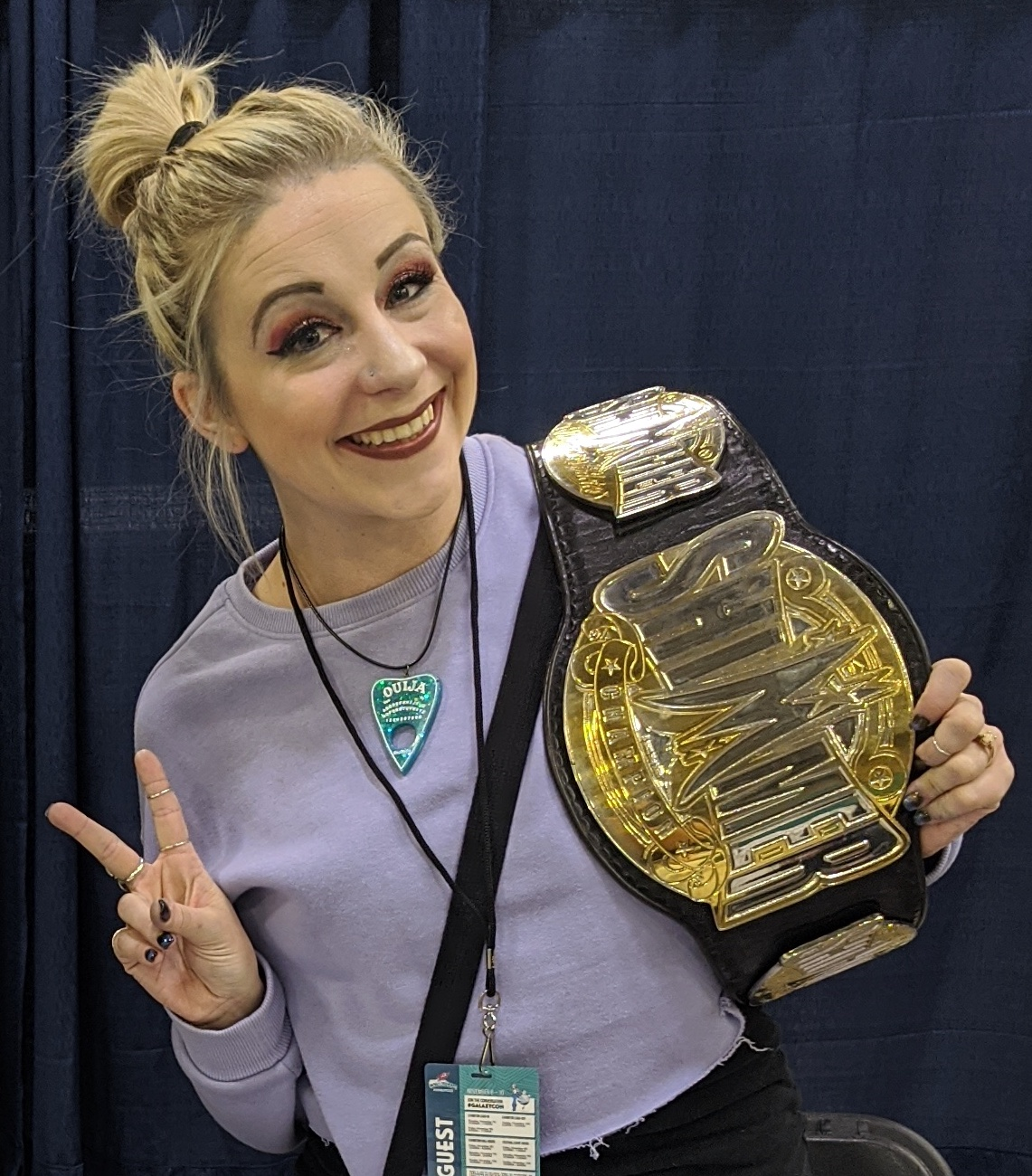
Kimber Lee posant avec sa ceinture de championne de Shimmer en 2019.

- AAW: Professional Wrestling Redefined
  - 1 fois AAW Women's Champion

- Beyond Wrestling
  - Tournament for Today Women (2016)

- Chikara
  - 1 fois Chikara Campeonatos de Parejas avec The Whisper
  - 1 fois Chikara Grand Champion
  - Challenge of the Immortals (2015) avec El Hijo del Ice Cream, Ice Cream Jr. et Jervis Cottonbelly
  - King of Trios (2019) avec Ophidian et Lance Steel
  - La Lotería Letal (2018) avec The Whisper

- Dynamite Championship Wrestling
  - 1 fois DCW Women's Champion

- Jersey All Pro Wrestling
  - 1 fois JAPW Women's Champion

- Legacy Wrestling
  - 1 fois Legacy Wrestling Women's Champion

- Maryland Championship Wrestling
  - 1 fois MCW Women's Champion

- Shimmer Women Athletes
  - 1 fois Shimmer Champion (actuel)
  - 1 fois Shimmer Tag Team Champion avec Cherry Bomb

- Shine Wrestling
  - 2 fois Shine Tag Team Champion avec Cherry Bomb (1) et Stormie Lee (1) (actuel)

- Women Superstars Uncensored
  - 2 fois WSU Tag Team Champion avec Annie Social